# コーンセンテース・デイー

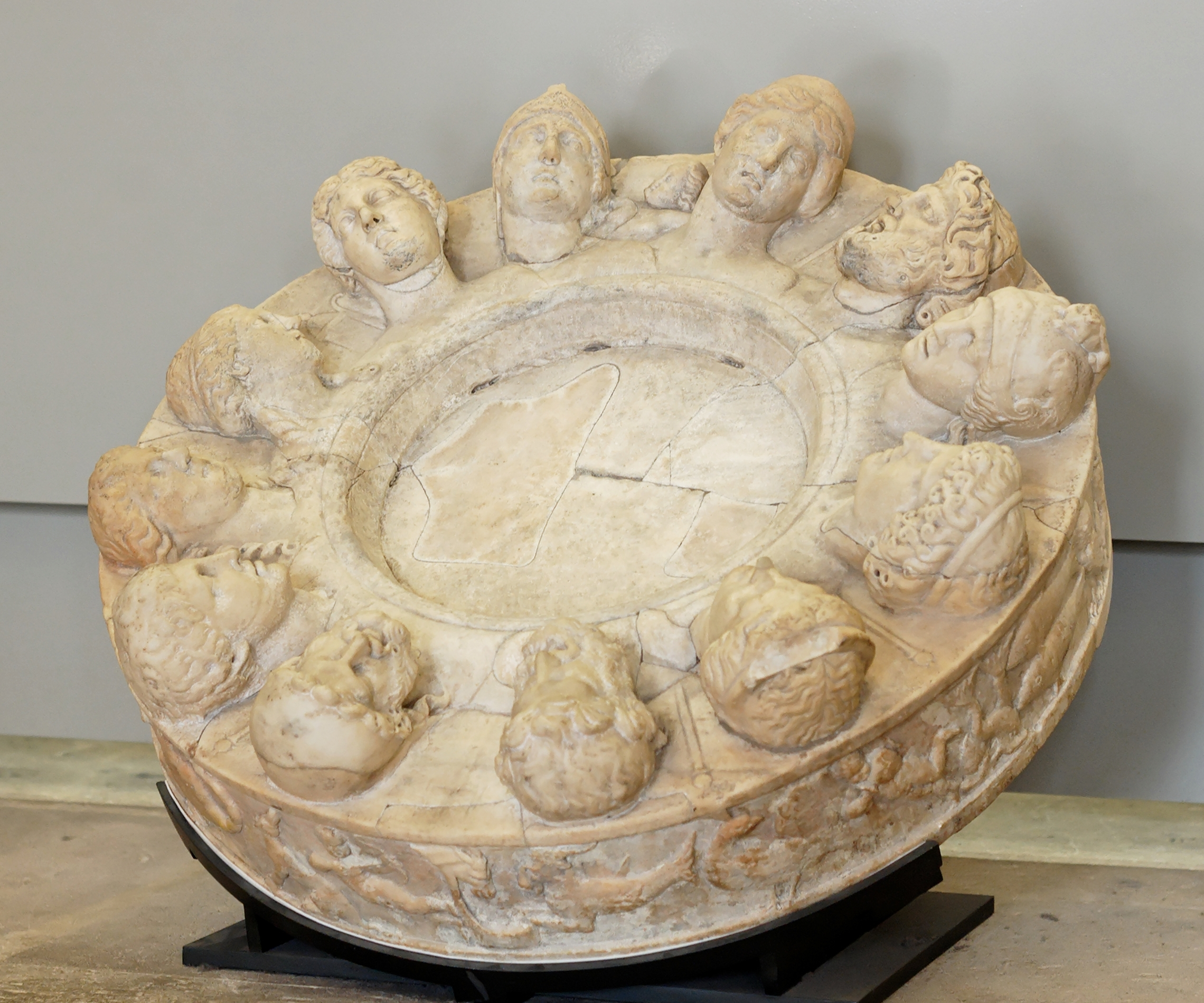
コーンセンテース・デイー十二神

- コーンセンテース・デイー[1][2]
- コンセンテス・デイ[3]
- コンセンテス・ディー[4]
- コーンセンテース・ディー[1][2]
- コーンセンテース・ディイー[2]

コーンセンテース・デイー（羅: cōnsentēs, deī）は、ローマ神話に登場する12柱の神々の総称。ギリシア神話のオリュンポス十二神と対応する。ユーピテル大神を含む6柱の男神と6柱の女神で構成される。ラテン語で「同意する神々」を意味する。

## 十二神
1. ユーピテル (Jupiter) - 雷光を司る主神。ゼウスに対応。
2. ユーノー (Juno) - ユーピテルの妻で、神々の女王。婚姻を司る女神。ヘーラーに対応。
3. ミネルウァ (Minerva) - 知恵・商業・戦いを司る女神。アテーナーに対応。
4. アポロー (Apollo) - 予言・音楽・太陽を司る男神。アポローンに対応。
5. ウェヌス (Venus) - 愛と美の女神。 アプロディーテーに対応。
6. マールス (Mars) - 戦争を司る軍神。アレースに対応。
7. ディアーナ (Diana) - 月を司る狩猟の女神。アルテミスに対応。
8. ケレース (Ceres) - 農耕・大地を司る女神。デーメーテールに対応。
9. ウゥルカーヌス (Vulcanus) - 火を司る男神。ヘーパイストスに対応。
10. メルクリウス (Mercurius) - 商業・盗賊・通信・旅行を司る男神。ヘルメースに対応。
11. ネプトゥーヌス (Neptunus) - 海洋を司る男神。ポセイドーンに対応。
12. ウェスタ (Vesta) - かまどを司る女神。ヘスティアーに対応。